# Burstyn Motorgeschütz
Burstyn Motorgeschütz(нім.) (букв. «моторна гармата Бурстіна») — один з перших проектів танка, що був розроблений 1911 року обер-лейтенантом армії Австро-Угорщини Гюнтером Бурстіном.

## Історія

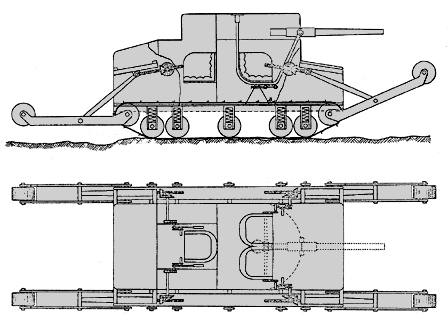
Схема мотогармати Бурштина

Гюнтер Бурстін був сином єврея з Львова Адольфа Бурштина (1843—1917) і Юліани Гоффманн (1844—1931). Батько перейшов у католицьку віру, працюючи на залізниці інженером, управлінцем. Його брат Вернер був міністерським радником, брат Вальтер професором-електротехніком. Гюнтер після завершення 1899 кадетської школи потрапив до залізнично-телеграфного підрозділу Ц.к. Армії у Тренто. Під час перебування у Ц.к. Крігсмаріне 1903 здійснив поїздку на торпедному човні. Тоді у нього виникла ідея розробити аналог торпедного човна для суші з панцирним захистом, що міг би швидко пересуватись, маневрувати, наносячи ударів по ворогу з гармати. 24 листопада 1904 у Каліфорнії Бенджамін Голт створив трактор з гусеничним рушієм і незабаром їх почали використовувати у сільському господарстві Австро-Угорщини. На початку 1905 на першому віденському автосалоні Бурштин побачив панцирник Austro-Daimler і вирішив, що для покращення пересування по пересічній місцевості на нього було б варто встановити рушій з трактора Голта, який тоді приводився в дію паровою машиною. Лише після появи тракторів з бензиновими моторами, вдосконалення гусеничного рушія Гюнтер Бурштин розпочав 1911 розробляти свій військовий транспортний засіб. Наприкінці року він звернувся до Ц.к. міністерства війни з пропозицією збудувати і випробувати мотогармату. Однак міністерство відмовило через брак коштів у Ц.к. Автомобільному підрозділі для проведення випробувань і через це неможливо виділити кошти на будівництво прототипу. Можливо, певну роль відіграла назва мотогармата, адже з 1905 проводилась розробка артилерійських тягачів, а з 1912 з цією метою випробовували трактори Голта для транспортування великокаліберної фортечної і облогової артилерії.

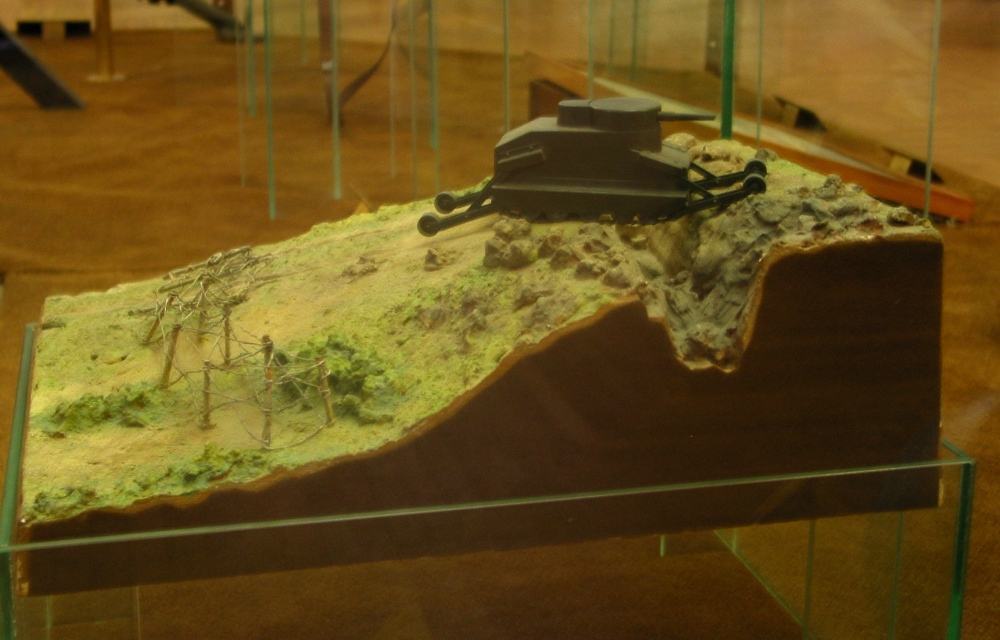
Макет в експозиції ВІМ Відня

Бурштин звернувся до військового міністерства німецької імперії, але там не виявили жодної зацікавленості. Через брак зацікавленості Гюнтер Бурштин запатентував свій винахід в Австро-Угорщині — Патент 53248, 25 квітня 1912.

### Конструкція
За основу була взята ходова частина трактора Голта з 10 опорними котками, яку Бурштин переробив. На панцирному корпусі розміщувалась рухома башта з гарматою. Під нею розміщувались місця командира-заряджаючого (праворуч) і навідника (ліворуч). За ними сидів водій, спиною до передньої частини, який за допомогою перископів і наказів командира повинен був керувати мотогарматою. Бойове відділення додатково захищали 3 мм панцирні листи. Невеликі розміри мали б сприяти гарній маневреності у порівнянні з тодішніми танками. Мотогармата була першим у світі прототипом танка з розташованою вгорі рухомою баштою, але через верх кабіни водія вона не отримала повноцінного кругового обстрілу.
Для подолання перешкод (рови, окопи, колючий дріт) вперше було запропоновано використати системи закріплених спереду і ззаду рухомих кронштейнів з котками, які приводились в дію за допомогою запатентованого механізму відбору потужності від мотора. Ідентична схема була запатентована 1929 компанією Vickers-Armstrong.
Для руху по шосе вперше передбачались дві рухомі колісні пари, що вертикально опускалися б донизу, а передня пара була керованою. Система їхнього приводу була розроблена а доволі схематично. Не було остаточно вирішено місце їхнього встановлення — зовні чи всередині корпусу. Наприкінці 1920-х років почали розробляти аналогічну схему колісно-гусеничних танків.
Досвід Першої світової війни показав, що 37-мм швидкострільні гармати були ефективним засобом боротьби з ворожою панцирною технікою. Місця встановлення кулеметів не деталізувались на кресленнях.
Загалом у мотогармату Бурштина було вкладено доволі прогресивну концепцію танка, що приблизно відповідала пізнішому танку Рено FT-17 — прототипу сучасних танків.